# چکاوکچه‌ها
چکاوکچه‌ها (نام علمی: Calandrella) نام یک سرده از تیره چکاوک است.

## گونه‌ها
- چکاوک پنجه‌کوتاه (Calandrella brachydactyla)
- چکاوک بلانفورد (Calandrella blanfordi)
- چکاوک ارلانگر (Calandrella erlangeri)
- چکاوک سرسرخ (Calandrella cinerea)
- چکاوک هیوم (Calandrella acutirostris)
- چکاوک پنجه‌کوتاه کوچک (Calandrella rufescens)
- چکاوک پنجه‌کوتاه آسیایی (Calandrella cheleensis)
- چکاوک هندی (Calandrella raytal)
- چکاوک پنجه‌کوتاه سومالی (Calandrella somalica)